# Davy Jones (hudebník)
David Thomas "Davy" Jones (30. prosince 1945 – 29. února 2012) byl anglický rockový zpěvák, skladatel a herec, nejvíce známý jako člen skupiny The Monkees. Zemřel na těžký infarkt způsobený aterosklerózou.

## Diskografie

### Singly
| Datum   | značka/katalog #      | Název (strana A / strana B)                                                                            | Billboard Top Singles | Cashbox | Poznámky |
| ------- | --------------------- | --- | --------------------- | ------- | --- |
| ??/1965 | Colpix CP–764         | Dream Girl / Take Me to Paradise                                                                       | –                     | -       | Uveden jako "David Jones" |
| ??/1965 | Colpix CP–784         | What Are We Going to Do? / This Bouquet                                                                | 93                    | 94      | Uveden jako "Mr. David Jones" |
| ??/1965 | Colpix CP–793         | The Girl from Chelsea / Theme for a New Love                                                           | –                     | -       | Uveden jako "David Jones" |
| 04/1971 | Bell 986              | Do It in the Name of Love / Lady Jane                                                                  | –                     | –       | Od Micky Dolenze a Davy Jonese. V některých zemích vydáno jako "The Monkees", což je technicky poslední singl původní sestavy, čímž ztratili práva na používání tohoto jména. |
| 06/1971 | Bell 45–111           | Rainy Jane / Welcome to My Love                                                                        | 52                    | 32      | |
| 10/1971 | Bell 45–136           | I Really Love You / Sittin' in the Apple Tree                                                          | –                     | 98      | |
| 11/1971 | Bell 45–159           | Girl / Take My Love                                                                                    | –                     | –       | |
| 01/1972 | Bell 45–178           | I'll Believe in You / Road to Love                                                                     | –                     | –       | |
| ??/1972 | MGM K14458            | You're a Lady / Who Was It                                                                             | –                     | –       | |
| ??/1973 | MGM K14524            | Rubberene / Rubberene                                                                                  | –                     | –       | Tento singl byl vydán pouze jako promo výlisek. |
| 05/1978 | Warner Brothers 17161 | (Hey Ra Ra Ra) Happy Birthday Mickey Mouse / You Don't Have to Be a Country Boy to Sing a Country Song | –                     | –       | Vydáno v Anglii na památku 50. narozenin Mickey Mouse |
| 05/1981 | Japan JAS-2007        | It's Now / How Do You Know                                                                             | –                     | –       | Vydáno pouze v Japonsku. |
| 06/1981 | Japan JAS–2010        | Dance Gypsy / Can She Do It (Like She Dances)                                                          | –                     | –       | Vydáno pouze v Japonsku (25. června 1981). "Dance Gypsy" (a.k.a. "Dance Gypsy Dance") napsal Reiko Yukawa.                                                                    |
| 03/1982 | Pioneer K–1517        | Sixteen (Baby, You'll Soon Be Sixteen) / Baby, Hold Out                                                | –                     | –       | Vydáno pouze v Japonsku. |
| 12/1984 | No Label JJ2001       | I'll Love You Forever / When I Look Back on Christmas                                                  | –                     | –       | Vydáno pouze v Anglii. |
| ??/1987 | Powderworks 374       | After Your Heart / Hippy Hippy Shake                                                                   | –                     | –       | Vydáno pouze v Austrálii. |

### Alba
| Datum   | značka/katalog #                               | Název                        | Billboard Top Albums | Cashbox | Poznámky                                                                 |
| ------- | ---------------------------------------------- | ---------------------------- | -------------------- | ------- | ------------------------------------------------------------------------ |
| 03/1967 | Colpix CP–493 (mono) / Colpix SCP–493 (stereo) | David Jones                  | 185                  | -       | Uveden jako "David Jones."                                               |
| 06/1971 | Bell 6067                                      | Davy Jones                   | 205                  | –       |                                                                          |
| 01/1978 | MCA MCF2826                                    | The Point                    | –                    | -       | Album bylo původně vydáno pouze v Anglii, následovalo vydání v Japonsku. |
| 06/1981 | Japan JAL–1003                                 | Davy Jones Live              | –                    | -       | Vydáno pouze v Japonsku.                                                 |
| 03/1982 | Pioneer K–10025                                | Hello Davy (Davy Jones Live) | –                    | -       | Vydáno pouze v Japonsku.                                                 |